# Joop Pieëte jr.
Joop Pieëte jr. (Leiden, 28 juni 1949 – Naarden, 2014) was een Nederlands geluidstechnicus en studio-eigenaar. Als directeur van JPS Studio's had hij de leiding over verschillende muziek- en nasynchronisatieprojecten, met name voor animatieseries zoals Pokémon.

## Carrière

### JPS Studio's
Joop Pieëte jr. was directeur van JPS Studio's. Hij deelde deze rol met zijn vader, cineast Joop Pieëte sr., die op den duur zijn taken in de film- en geluidsstudio moest afbouwen vanwege zijn gezondheid. De studio bood een breed scala aan diensten aan, waaronder muziekproductie, film- en geluidsopnames, mixage en montage. Vóór zijn benoeming tot directeur had Pieëte jr. al een sterke interesse in audiovisuele producties en diverse verantwoordelijkheden binnen de studio vervuld, zoals het beheren van de apparatuur, het ontvangen van klanten en het inhuren van freelancers voor externe producties. Binnen JPS Studio's was Pieëte jr. verantwoordelijk voor de technische supervisie, terwijl zijn vader zich richtte op de productie en regie.
Pieëte richtte zich op filmmuziek, filmgeluid en muziekproductie, met de nadruk op pop en jazz. Een van zijn bekendste samenwerkingen was met Ted Easton's Jazzband, waarvoor hij 45 lp's opnam die werden uitgebracht door CNR op het RIFF-label. In 1982 nam Pieëte, samen met zijn partner, de volledige operationele leiding over de studio.

### Nasynchronisatie
Pieëte was actief in de nasynchronisatie van verschillende animatieseries. Hij regisseerde de Nederlandse nasynchronisatie van de Pokémon-animatieserie en was verantwoordelijk voor het casten van stemacteurs en het opnemen van de dialogen. Daarnaast verzorgde hij de nasynchronisatie van meerdere Pokémon-films, waaronder Pokémon 2: Op eigen kracht, Pokémon 3: In de greep van Unown en Pokémon: De terugkeer van Mewtwo. Tevens was Pieëte betrokken bij de nasynchronisatie van andere animatieseries, zoals Alfred J. Kwak, Moomin, Boes, Shin Chan, Yu-Gi-Oh!, Medabots, Detective Bogey, Bamboe Beren, De Tofu's, Laura's Ster, Simsala Grimm, Shaman King, What's with Andy?, The Fairytaler en Saban's Avonturen van de Kleine Zeemeermin.
In 2004 introduceerden Joop Pieëte en zijn partner de Zilveren Koe, een jaarlijkse onderscheiding voor bijzondere bijdragen aan de Nederlandse nasynchronisatie-industrie. De naam van de prijs is een verwijzing naar het Gouden Kalf, de bekende Nederlandse filmprijs.

### Sigarenwinkel
Onder zijn leiding bleef JPS Studio's actief tot 2007, toen het bedrijf genoodzaakt was te sluiten. In datzelfde jaar namen Pieëte en zijn partner de sigarenwinkel Ruijsdael op ’t Hoekje in Naarden-Vesting over, waar zij een belangrijke sociale rol vervulden binnen de lokale gemeenschap. Pieëte verwierf hier de informele titel van nachtburgemeester van Naarden.

## Persoonlijk
Joop Pieëte jr. was de vader van geluidsontwerper Herman Pieëte. In 2014 overleed hij op 65-jarige leeftijd in Naarden aan de gevolgen van kanker.